# Ligia platycephala
Ligia platycephala är en kräftdjursart som först beskrevs av Van Name 1925.  Ligia platycephala ingår i släktet Ligia och familjen gisselgråsuggor. Inga underarter finns listade i Catalogue of Life.